# Şahinbey Belediye Gençlik ve Spor Kulübü 2014-2015
Questa voce raccoglie le informazioni riguardanti il Şahinbey Belediye Gençlik ve Spor Kulübü nella stagione 2014-2015.

## Organigramma societario
Area direttiva
- Presidente: Cuma Güzel

Area tecnica
- Allenatore: Şükrü Çobanoğlu (fino al 29 gennaio 2015), Reşat Arığ (dal 29 gennaio 2015)
- Secondo allenatore: Adnan Menderes Bagçeci, Yunus Şahin
- Scoutman: Ökkeş Çiçek

## Rosa
| N° | Nome              | Ruolo | Data di nascita  | Nazionalità sportiva |
| -- | ----------------- | ----- | ---------------- | -------------------- |
| 1  | Yasin Akgül       | C     | 21 febbraio 1994 | Turchia              |
| 2  | Emre Ünlü         | L     | 13 febbraio 1995 | Turchia              |
| 3  | Sabit Karaağaç    | C     | 5 maggio 1987    | Turchia              |
| 4  | Emin Yolver       | C     | 15 febbraio 1986 | Turchia              |
| 6  | Vojin Ćaćić       | S     | 31 marzo 1990    | Montenegro           |
| 7  | Engin Özbek       | S     | 3 settembre 1982 | Turchia              |
| 8  | Murat Karakaya    | S     | 27 giugno 1987   | Turchia              |
| 9  | Kemal Elgaz       | S     | 1º gennaio 1986  | Turchia              |
| 10 | Orçun Ergün       | P     | 24 maggio 1992   | Turchia              |
| 11 | Eren Öner         | P     | 9 aprile 1989    | Turchia              |
| 12 | Halit Ugan        | O     | 9 giugno 1995    | Turchia              |
| 13 | Jassim Al Nabhan  | S     | 17 gennaio 1983  | Bahrein              |
| 15 | Muhammet Ertuğrul | C     | 8 dicembre 1989  | Turchia              |
| 16 | Dmytro Storožylov | P     | 1º giugno 1986   | Turchia              |
| 17 | Caner Dengin      | L     | 15 dicembre 1987 | Turchia              |
| 18 | Miloš Ćulafić     | O     | 13 agosto 1986   | Montenegro           |

## Mercato
| Acquisti | Acquisti          | Acquisti           | Acquisti   |
| R.       | Nome              | da                 | Modalità   |
| -------- | ----------------- | ------------------ | ---------- |
| L        | Emre Ünlü         | Düzce              | definitivo |
| C        | Sabit Karaağaç    | Halkbank           | definitivo |
| C        | Emin Yolver       | Tokat              | definitivo |
| S        | Engin Özbek       | Çankaya            | definitivo |
| P        | Orçun Ergün       | Ziraat Bankası     | definitivo |
| P        | Eren Öner         | Sivas Dört Eylül   | definitivo |
| C        | Muhammet Ertuğrul | Galatasaray        | definitivo |
| P        | Dmytro Storožylov | Lokomotyv Charkiv  | definitivo |
| O        | Miloš Ćulafić     | Arago de Sète      | definitivo |
| S        | Jassim Al Nabhan  | ?                  | definitivo |
| S        | Murat Karakaya    | Ziraat Bankası     | definitivo |
| S        | Vojin Ćaćić       | Budvanska rivijera | definitivo |

| Cessioni | Cessioni         | Cessioni | Cessioni   |
| R.       | Nome             | da       | Modalità   |
| -------- | ---------------- | -------- | ---------- |
| P        | Eren Öner        | ?        | definitivo |
| S        | Jassim Al Nabhan | İnegöl   | definitivo |

## Risultati

### Voleybol 1. Ligi

#### Regular season

##### Andata
| 1ª giornata - 19 ottobre 2014 BJK Akatlar Arena, Istanbul                 | Beşiktaş       | 3 - 0 | Şahinbey             | 25-18, 25-21, 25-23               |
| 2ª giornata - 26 ottobre 2014 Karataş Şahinbey Spor Salonu, Gaziantep     | Şahinbey       | 3 - 0 | Gümüşhane Torul      | 25-23, 25-13, 25-19               |
| 3ª giornata - 29 ottobre 2014 Başkent Voleybol Salonu, Ankara             | Halkbank       | 3 - 1 | Şahinbey             | 22-25, 25-14, 25-17, 25-19        |
| 4ª giornata - 1º novembre 2014 Karataş Şahinbey Spor Salonu, Gaziantep    | Şahinbey       | 2 - 3 | Fenerbahçe           | 25-22, 25-23, 17-25, 21-25, 12-15 |
| 5ª giornata - 9 novembre 2014 Başkent Voleybol Salonu, Ankara             | Ziraat Bankası | 3 - 1 | Şahinbey             | 25-21, 18-25, 25-22, 25-17        |
| 6ª giornata - 16 novembre 2014 Karataş Şahinbey Spor Salonu, Gaziantep    | Şahinbey       | 3 - 2 | Maliye Milli Piyango | 25-23, 16-25, 25-20, 24-26, 15-13 |
| 7ª giornata - 23 novembre 2014 Burhan Felek Spor Salonu, Istanbul         | İstanbul BB    | 3 - 1 | Şahinbey             | 19-25 26-24 25-18 25-20           |
| 8ª giornata - 30 novembre 2014 Karataş Şahinbey Spor Salonu, Gaziantep    | Şahinbey       | 2 - 3 | İnegöl               | 26-24, 25-15, 20-25, 23-25, 15-17 |
| 9ª giornata - 7 dicembre 2014 Karataş Şahinbey Spor Salonu, Gaziantep     | Şahinbey       | 2 - 3 | Galatasaray          | 23-25, 25-21, 25-19, 22-25, 13-15 |
| 10ª giornata - 14 dicembre 2014 Recep Tayyip Erdoğan Spor Salonu, Erzurum | Palandöken     | 3 - 1 | Şahinbey             | 21-25, 25-23, 25-13, 25-20        |
| 11ª giornata - 20 dicembre 2014 Karataş Şahinbey Spor Salonu, Gaziantep   | Şahinbey       | 1 - 3 | Arkas                | 23-25, 25-21, 23-25, 18-25        |

##### Ritorno
| 12ª giornata - 10 gennaio 2015 Karataş Şahinbey Spor Salonu, Gaziantep  | Şahinbey             | 1 - 3 | Beşiktaş       | 21-25, 26-24, 21-25, 14-25        |
| 13ª giornata - 17 gennaio 2015 Torul Spor Salonu ve Cim Saha, Gümüşhane | Gümüşhane Torul      | 3 - 2 | Şahinbey       | 28-30, 25-23, 17-25, 25-21, 18-16 |
| 14ª giornata - 23 gennaio 2015 Karataş Şahinbey Spor Salonu, Gaziantep  | Şahinbey             | 1 - 3 | Halkbank       | 25-22, 19-25, 18-25, 20-25        |
| 15ª giornata - 31 gennaio 2015 Burhan Felek Spor Salonu, Istanbul       | Fenerbahçe           | 2 - 3 | Şahinbey       | 22-25, 19-25, 25-16, 25-22, 12-15 |
| 16ª giornata - 7 febbraio 2015 Karataş Şahinbey Spor Salonu, Gaziantep  | Şahinbey             | 0 - 3 | Ziraat Bankası | 22-25, 22-25, 25-27               |
| 17ª giornata - 14 febbraio 2015 Başkent Voleybol Salonu, Ankara         | Maliye Milli Piyango | 3 - 2 | Şahinbey       | 26-24, 15-25, 25-19, 19-25, 29-27 |
| 18ª giornata - 17 marzo 2015 Karataş Şahinbey Spor Salonu, Gaziantep    | Şahinbey             | 2 - 3 | İstanbul BB    | 21-25, 26-24, 23-25, 25-18, 9-15  |
| 19ª giornata - 28 febbraio 2015 İnegöl Kapalı Spor Salonu, İnegöl       | İnegöl               | 2 - 3 | Şahinbey       | 25-23, 23-25, 26-24, 24-26, 13-15 |
| 20ª giornata - 7 marzo 2015 Burhan Felek Spor Salonu, Istanbul          | Galatasaray          | 0 - 3 | Şahinbey       | 22-25, 17-25, 21-25               |
| 21ª giornata - 14 marzo 2015 Karataş Şahinbey Spor Salonu, Gaziantep    | Şahinbey             | 3 - 0 | Palandöken     | 25-21, 25-19, 25-14               |
| 22ª giornata - 21 marzo 2015 İzmir Atatürk Spor Salonu, Smirne          | Arkas                | 3 - 0 | Şahinbey       | 25-22, 26-24, 25-21               |

#### Play-out
| 1ª giornata - 29 marzo 2015 Başkent Voleybol Salonu, Ankara | Şahinbey        | 3 - 1 | Gümüşhane Torul | 25-18, 22-25, 25-18, 25-23        |
| 2ª giornata - 30 marzo 2015 Başkent Voleybol Salonu, Ankara | İnegöl          | 3 - 0 | Şahinbey        | 25-18, 25-22, 25-17               |
| 3ª giornata - 31 marzo 2015 Başkent Voleybol Salonu, Ankara | Şahinbey        | 1 - 3 | Palandöken      | 23-25, 23-25, 25-18, 22-25        |
| 4ª giornata - 5 aprile 2015 Yakup Kılıç Spor Salonu, Elâzığ | Palandöken      | 1 - 3 | Şahinbey        | 21-25, 20-25, 26-24, 19-25        |
| 5ª giornata - 6 aprile 2015 Yakup Kılıç Spor Salonu, Elâzığ | Şahinbey        | 3 - 2 | İnegöl          | 25-22, 25-18, 21-25, 25-27, 15-12 |
| 6ª giornata - 7 aprile 2015 Yakup Kılıç Spor Salonu, Elâzığ | Gümüşhane Torul | 1 - 3 | Şahinbey        | 20-25, 22-25, 25-22, 10-25        |

### Coppa di Turchia

#### Fase a eliminazione diretta
| Quarti di finale (andata) - 26 novembre 2014 Karataş Şahinbey Spor Salonu, Gaziantep | Şahinbey | 0 - 3 | Arkas    | 20-25, 14-25, 19-25 |
| Quarti di finale (ritorno) - 24 febbraio 2014 İzmir Atatürk Spor Salonu, Smirne      | Arkas    | 3 - 0 | Şahinbey | 25-18, 25-18, 25-10 |

## Statistiche

### Statistiche di squadra
| Competizione     | Punti | In casa | In casa | In casa | In trasferta | In trasferta | In trasferta | Totale | Totale | Totale |
| Competizione     | Punti | G       | V       | P       | G            | V            | P            | G      | V      | P      |
| ---------------- | ----- | ------- | ------- | ------- | ------------ | ------------ | ------------ | ------ | ------ | ------ |
| Voleybol 1. Ligi | 21,7  | 11      | 3       | 8       | 11           | 3            | 8            | 28     | 10     | 18     |
| Coppa di Turchia | -     | 1       | 0       | 1       | 1            | 0            | 1            | 2      | 0      | 2      |
| Totale           | -     | 12      | 3       | 9       | 12           | 3            | 9            | 30     | 18     | 20     |

G = partite giocate; V = partite vinte; P = partite perse

### Statistiche dei giocatori
| Giocatore     | Campionato | Campionato | Campionato | Campionato | Campionato | Coppa di Turchia | Coppa di Turchia | Coppa di Turchia | Coppa di Turchia | Coppa di Turchia | Totale | Totale | Totale | Totale | Totale |
| Giocatore     | P          | PT         | AV         | MV         | BV         | P                | PT               | AV               | MV               | BV               | P      | PT     | AV     | MV     | BV     |
| ------------- | ---------- | ---------- | ---------- | ---------- | ---------- | ---------------- | ---------------- | ---------------- | ---------------- | ---------------- | ------ | ------ | ------ | ------ | ------ |
| Y. Akgül      | 5          | 0          | 0          | 0          | 0          | 0                | 0                | 0                | 0                | 0                | 5      | 0      | 0      | 0      | 0      |
| J. Al Nabhan  | 6          | 65         | 54         | 6          | 5          | 1                | 10               | 10               | 0                | 0                | 7      | 75     | 64     | 6      | 5      |
| V. Ćaćić      | 13         | 236        | 207        | 12         | 17         | 1                | 8                | 5                | 3                | 0                | 14     | 244    | 212    | 15     | 17     |
| M. Ćulafić    | 28         | 579        | 474        | 74         | 31         | 2                | 18               | 15               | 2                | 1                | 30     | 597    | 489    | 76     | 32     |
| C. Dengin     | 27         | 1          | 1          | 0          | 0          | 2                | 0                | 0                | 0                | 0                | 29     | 1      | 1      | 0      | 0      |
| K. Elgaz      | 27         | 275        | 219        | 36         | 20         | 1                | 4                | 4                | 0                | 0                | 28     | 279    | 223    | 36     | 20     |
| O. Ergün      | 28         | 21         | 4          | 4          | 13         | 2                | 0                | 0                | 0                | 0                | 30     | 21     | 4      | 4      | 13     |
| M. Ertuğrul   | 28         | 191        | 93         | 80         | 18         | 2                | 5                | 3                | 2                | 0                | 30     | 196    | 96     | 82     | 18     |
| S. Karaağaç   | 28         | 150        | 75         | 68         | 7          | 2                | 1                | 1                | 0                | 0                | 30     | 151    | 76     | 68     | 7      |
| M. Karakaya   | 16         | 15         | 12         | 2          | 1          | 0                | 0                | 0                | 0                | 0                | 16     | 15     | 12     | 2      | 1      |
| E. Öner       | 2          | 0          | 0          | 0          | 0          | -                | -                | -                | -                | -                | 2      | 0      | 0      | 0      | 0      |
| E. Özbek      | 20         | 125        | 105        | 13         | 7          | 2                | 7                | 7                | 0                | 0                | 22     | 132    | 112    | 13     | 7      |
| D. Storožylov | 27         | 102        | 53         | 31         | 18         | 2                | 7                | 3                | 2                | 2                | 29     | 109    | 56     | 33     | 20     |
| H. Ugan       | 4          | 3          | 3          | 0          | 0          | 2                | 1                | 1                | 0                | 0                | 6      | 1      | 1      | 0      | 0      |
| E. Ünlü       | 6          | 0          | 0          | 0          | 0          | 2                | 0                | 0                | 0                | 0                | 8      | 0      | 0      | 0      | 0      |
| E. Yolver     | 23         | 58         | 25         | 25         | 8          | 2                | 7                | 6                | 1                | 0                | 25     | 65     | 31     | 26     | 8      |

P = presenze; PT = punti totali; AV = attacchi vincenti; MV = muri vincenti; BV = battute vincenti